# Gastrogomphus abdominalis
Espèce
Synonymes
- Gomphus abdominalis McLachlan, 1884[2]

Gastrogomphus abdominalis est une espèce monotypique de libellules de la famille des Gomphidae (sous-ordre des Anisoptères, ordre des Odonates).

## Systématique
L'espèce Gastrogomphus abdominalis a été initialement décrite en 1884 par l'entomologiste britannique Robert McLachlan (1837-1904) sous le protonyme de Gomphus abdominalis et à partir d'un unique spécimen mâle.

## Répartition
Cette espèce est mentionnée en Chine.

## Publication originale
- R. Mac Lachlan, « Description de deux espèces nouvelles de Gomphines orientales », Annales de la Société entomologique de Belgique, Bruxelles, Société royale belge d’entomologie, vol. 28,‎ 1884, p. 7-10 (ISSN 0774-5915, OCLC 18759618, lire en ligne).